# Barbusano
O barbusano é uma planta do género botânico da família Lauraceae, espécie endémica da ilha da Madeira, Açores e Canárias com a denominação: Apollonias barbujana (Cav. Bornm).

## Descrição
Apresenta-se como uma árvore de grande porte que pode atingir 25 metros de altura, perenifólia. Esta árvore tem copa densa arredondada, folhas verde-escuras, brilhantes, oblongas a oblongo-lanceoladas, de 5-15 centímetros de comprimento, coriáceas, glabras, por vezes de margens revolutas.
As flores do Barbusano são pequenas de cor branco-esverdeada e são dispostas em florescências terminais. Os frutos apresentam-se de forma ovóide e de cor negra negra.
Trata-se de uma espécie endémica da ilha da Madeira e das Canárias e que aparece também nos Açores. É característica da Floresta de Laurissilva do Barbusano.
Esta planta apresenta folhas dotadas frequentemente protuberâncias semelhantes a verrugas, resultantes das picadas de um ácaro especifico (Eriophyes barbujana Carmona) desta árvore.
A floração desta planta ocorre entre Outubro e Maio.
Ao longo dos tempos a madeira de barbusano por ser muito pesada e dura, foi sempre difícil de trabalhar, no entanto foi utilizada na construção naval (havendo antigamente árvores de grande porte e abundantes a sul da Madeira) e também no fabrico de utensílios agrícolas e fusos de lagar.